# Arnaudville
Arnaudville és una població dels Estats Units a l'estat de Louisiana. Segons el cens del 2000 tenia 1.398 habitants.

## Demografia
Segons el cens del 2000, Arnaudville tenia 1.398 habitants, 502 habitatges, i 346 famílies. La densitat de població era de 749,7 habitants/km².
Dels 502 habitatges en un 31,7% hi vivien nens de menys de 18 anys, en un 49,4% hi vivien parelles casades, en un 14,3% dones solteres, i en un 30,9% no eren unitats familiars. En el 28,3% dels habitatges hi vivien persones soles el 15,9% de les quals corresponia a persones de 65 anys o més que vivien soles. El nombre mitjà de persones vivint en cada habitatge era de 2,46 i el nombre mitjà de persones que vivien en cada família era de 2,96.
Per edats la població es repartia de la següent manera: un 23,2% tenia menys de 18 anys, un 6,7% entre 18 i 24, un 24,3% entre 25 i 44, un 17,2% de 45 a 60 i un 28,5% 65 anys o més.
L'edat mediana era de 42 anys. Per cada 100 dones de 18 o més anys hi havia 80,9 homes.
La renda mediana per habitatge era de 21.600 $ i la renda mediana per família de 26.583 $. Els homes tenien una renda mediana de 28.365 $ mentre que les dones 20.221 $. La renda per capita de la població era de 12.380 $. Entorn del 22,9% de les famílies i el 25,6% de la població estaven per davall del llindar de pobresa.

## Poblacions més properes
El següent diagrama mostra les poblacions més properes.